# گالسویل (مریلند)
گالسویل (به انگلیسی: Galesville) شهری در ایالت مریلند کشور ایالات متحده آمریکا است که جمعیت آن در سرشماری سال ۲۰۱۰ میلادی، ۶۸۴ نفر بوده‌است.